# Coeficient de variació
El coeficient de variació de Pearson és un paràmetre estadístic que mesura la dispersió d'una mostra o població estadística. Se sol abreujar amb les sigles CV. Fou desenvolupat pel matemàtic Karl Pearson. És útil per comparar dispersions a escales diferents, ja que és una mesura invariant davant de canvis d'escala. Un dels seus usos més comuns és per expressar la desviació estàndard com a percentatge de la mitjana aritmètica, mostrant una millor interpretació percentual del grau de variabilitat que la desviació típica o estàndard. D'altra banda presenta problemes, ja que a diferència de la desviació típica aquest coeficient és variable davant de canvis d'origen. Per això és important que tots els valors siguin positius i la seva mitjana siga un valor positiu. A major valor de coeficient de variació major heterogeneïtat dels valors de la variable; i a menor coeficient de variació, major homogeneïtat en els valors de la variable.
Suposant que: {\displaystyle {\bar {x}}>0} es calcula:
{\displaystyle C_{V}={\frac {\sigma }{\bar {x}}}}
On {\displaystyle \sigma } és la desviació típica. Es pot donar en tant per cent calculant:
{\displaystyle C_{V}={\frac {\sigma }{\bar {x}}}\cdot 100}

## Propietats i aplicacions
- El coeficient de variació és típicament menor que un.
- Per a la seva millor interpretació s'expressa com a percentatge.[1]
- Depèn de la desviació típica i en major mesura de la mitjana aritmètica, ja que quan aquesta és 0 o molt pròxima a aquest valor CV perd significat, ja que pot donar valors molt grans, que no necessàriament impliquen dispersió de dades.
- El coeficient de variació és comú en diversos camps de la probabilitat aplicada, com teoria de renovació, teoria de cues i. En aquests camps la distribució exponencial és sovint més important que la distribució normal. La desviació típica d'una distribució exponencial és igual a la seva mitjana, pel que la seva coeficient de variació és 1. Les distribucions amb un C.V. menor que un, com la distribució d'Erlang es consideren de "baixa variància", mentre que aquelles amb un CV més gran que un, com la distribució hiperexponencial es consideren d'"alta variància". Algunes fórmules en aquests camps s'expressen utilitzant el quadrat del coeficient de variació, abreujat com SCV (per la seva sigla en anglès).